# Melodiya
Melódiya (En ruso, Мело́дия, significa melodía) es un sello discográfico ruso (antes soviético). Fue la mayor y más famosa discográfica estatal de la Unión Soviética.

## Historia
Fue establecida en 1964 por el Ministerio de Cultura soviético y utilizó recursos gigantescos de numerosos estudios de grabación, instalaciones de fabricación a lo largo de la URSS, así como poderosos centros de distribución y promoción. El mejor formato de venta en el momento fueron los discos de vinilo de 33 1/3 y 45 RPM. Para 1973, Melódiya había lanzado unos 1.200 vinilos con una circulación total de 190 a 200 millones al año y 1 millón de casetes compactos al año y exportaba su producción para más de 70 países.
La producción de la empresa estaba dominada por la música clásica y la música elaborada por músicos y compositores soviéticos, las actuaciones de los actores de teatro soviéticos, los cuentos para niños, etc. Por ejemplo, Melódiya publicó obras elaboradas por Piotr Chaikovski y Dmitri Shostakóvich, que fueron valorados por su autenticidad. También lanzó algunos de los más exitosos discos de jazz, pop, y rock occidentales incluyendo a ABBA, Paul McCartney, Boney M., Dave Grusin, Amanda Lear, Bon Jovi (álbum New Jersey de 1988), etc.
En otros países, las grabaciones importadas de Melódiya desde la Unión Soviética fueron a menudo vendidas bajo la etiqueta MK, que se encontraba para Mezhdunaródnaya Kniga. En los Estados Unidos, muchas grabaciones de Melódiya aparecieron bajo el sello de fabricación nacional, Monitor Records y en la década de 1970 y 1980, las grabaciones de Melódiya de música clásica y popular aparecieron bajo los sellos Melodiya/Angel (Estados Unidos) y Melodiya HMV (en otros lugares) como resultado de un contrato de exclusividad con EMI, el propietario de ambos sellos discográficos. Un número menor de grabaciones fueron distribuidas en otros sellos, sobre todo después de 1989, antes de que Melódiya le concediera los derechos exclusivos a BMG en 1994. Después de la expiración del contrato con BMG en 2003, la compañía reabrió bajo nueva administración y en 2006 comenzó a publicar las grabaciones bajo su propio sello.
Siendo propiedad del Estado hasta 1989, la industria discográfica soviética fue capaz de aplicar un sistema de numeración único para todos sus lanzamientos desde 1933 en adelante independientemente de su origen o lugar de fabricación. Las secuencias numéricas para discos de 78 rpm y LP son estrictamente cronológicas, lo que hace posible colocarle las fechas a muchas, aunque no a todas, las emisiones del número de catálogo.